# Nguyễn Minh Chuyên
Nguyễn Minh Chuyên (né le 9 novembre 1985 à Phan Thiết au Viêt Nam) est un footballeur international vietnamien, qui évoluait au poste de milieu de terrain.

## Biographie

### Carrière en sélection
Nguyễn Minh Chuyên reçoit six sélections en équipe du Viêt Nam entre 2006 et 2007, sans inscrire de but.
Il participe avec cette équipe à la Coupe d'Asie des nations 2007. Il joue quatre matchs lors de ce tournoi. Le Viêt Nam atteint les quarts de finale de cette compétition, en étant battu par l'Irak.